# メルセデス・ベンツ・OM642エンジン

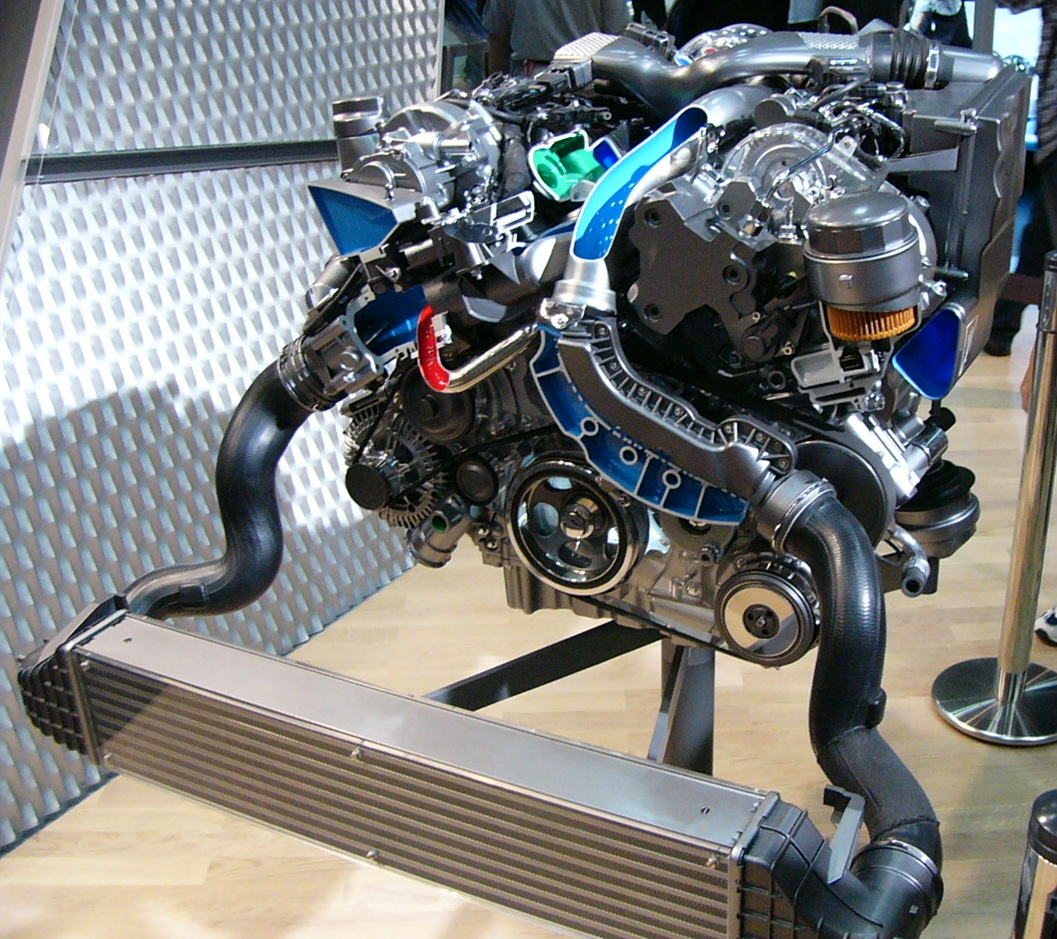
OM642

OM642は、メルセデス・ベンツのV型6気筒ディーゼルエンジンの系列である。
従来の直列5気筒および直列6気筒ディーゼルエンジンの後継として開発、2005年に発表された。「ダイムラー・クライスラー」時代のエンジンであり、クライスラー車にも搭載された。北米で販売された車種に搭載されたため、2007年と2008年にWard's テン・ベスト・エンジンに選ばれている。
補機類を含めたエンジン全体の形状を立方体に近づけて車体パッケージ効率を向上させる「ワンボックスコンセプト」に基づいて設計されている。クランクシャフトは4ベアリング構成でバンク角は72度になっており、左右バンクの間に吸気系やターボチャージャーなど補機類を配置している。また、動弁系はDOHCの4バルブでローラーロッカーフォロワーで作動され、カムシャフトは排気側をチェーンで駆動、そこからギアを介して吸気側を駆動するなど、コンパクトな設計になっている。
燃料噴射は最大噴射圧力1,600 barのボッシュ第3世代のピエゾ式インジェクターを使用するコモンレール直噴仕様である。ピエゾ式インジェクターを使用することで1燃焼あたり5回の噴射が可能になっている。
排出ガスの後処理には、重量車用は尿素SCRシステムであるブルーテック（BlueTech ）が、軽量車用はNOx吸蔵還元触媒が、それぞれ採用されている。
このエンジンは平成14年自動車排出ガス規制（新短期規制）や自動車NOx・PM法をクリアしており、2007年（平成19年）12月に発売された2008年（平成20年）モデルから平成17年規制（新長期規制）へ適合した。
CクラスからSクラスにまで搭載され、最も高出力のものは最大出力195 kW、最大トルク620 Nmとなっている（欧州モデルのC350CDIブルーエフィシェンシー他）。ドイツ、ベルリンの工場で生産されている。

## バリエーション
| エンジン型式 | 総排気量 cc | ボア×ストローク mm | 圧縮比 | 最高出力 kW(PS)/rpm | 最大トルク Nm(kgm)/rpm  | 搭載モデル                                             | 販売期間             |
| ------------ | ----------- | ------------------ | ------ | ------------------- | ----------------------- | ------------------------------------------------------ | -------------------- |
| 642          | 2,986       | 83.0×92.0          | 17.7   | 155 (211)/ 3,400    | 540 (55.1)/ 1,600-2,400 | E320CDIアバンギャルド(W211)                            | 2006年8月-2010年1月  |
| 642          | 2,986       | 83.0×92.0          | 17.7   | 155 (211)/ 3,400    | 540 (55.1)/ 1,600-2,400 | E320CDIステーションワゴンアバンギャルド(S211)          | 2006年8月-2010年1月  |
| 642          | 2,986       | 83.0×92.0          | 17.7   | 155 (211)/ 3,400    | 540 (55.1)/ 1,600-2,400 | E350ブルーテックアバンギャルド(W212)                   | 2010年2月-2013年4月  |
| 642          | 2,986       | 83.0×92.0          | 17.7   | 155 (211)/ 3,400    | 540 (55.1)/ 1,600-2,400 | E350ブルーテックステーションワゴンアバンギャルド(S212) | 2010年2月-2013年4月  |
| 642          | 2,986       | 83.0×92.0          | 17.7   | 155 (211)/ 3,400    | 540 (55.1)/ 1,600-2,400 | ML350ブルーテック4マチック(W164)                       | 2010年5月-2012年5月  |
| 642          | 2,986       | 83.0×92.0          | 17.7   | 155 (211)/ 3,400    | 540 (55.1)/ 1,600-2,400 | G350ブルーテック(W463)                                 | 2013年9月-2015年12月 |
| 642          | 2,986       | 83.0×92.0          | 15.5   | 185 (252)/ 3,600    | 600 (61.2)/ 1,600-2,400 | G350d(W463)                                            | 2016年1月-2018年6月  |
| 642          | 2,986       | 83.0×92.0          | 15.5   | 185 (252)/ 3,600    | 620 (63.2)/ 1,600-2,400 | E350ブルーテックアバンギャルド(W212)                   | 2013年5月-2016年7月  |
| 642          | 2,986       | 83.0×92.0          | 15.5   | 185 (252)/ 3,600    | 620 (63.2)/ 1,600-2,400 | E350ブルーテックステーションワゴンアバンギャルド(S212) | 2013年5月-2016年11月 |
| 642          | 2,986       | 83.0×92.0          | 15.5   | 190 (258)/ 3,600    | 620 (63.2)/ 1,600-2,400 | ML350ブルーテック4マチック(W166)                       | 2012年6月-2015年9月  |
| 642          | 2,986       | 83.0×92.0          | 15.5   | 190 (258)/ 3,600    | 620 (63.2)/ 1,600-2,400 | GL350ブルーテック(X166)                                | 2015年1月-2016年3月  |
| 642          | 2,986       | 83.0×92.0          | 15.5   | 190 (258)/ 3,600    | 620 (63.2)/ 1,600-2,400 | GLE 350 d 4MATIC (W166)                                | 2015年10月-2019年6月 |
| 642          | 2,986       | 83.0×92.0          | 15.5   | 190 (258)/ 3,600    | 620 (63.2)/ 1,600-2,400 | GLE 350 d 4MATIC Coupé (C292)                          | 2016年4月-           |
| 642          | 2,986       | 83.0×92.0          | 15.5   | 190 (258)/ 3,600    | 620 (63.2)/ 1,600-2,400 | GLS 350 d 4MATIC Sports GLS 350 d 4MATIC               | 2016年4月-           |